# Astrid Meyer-Gossler
Astrid Meyer-Gossler (* 1946) ist eine deutsche Schauspielerin und Drehbuchautorin.

## Leben
Astrid Meyer-Gossler absolvierte ein Studium an der Hochschule für Musik und Theater Hamburg. Sie spielte unter anderem am Nationaltheater Mannheim, Ernst Deutsch Theater, Fritz-Rémond-Theater und den Hamburger Kammerspielen. 1973 trat sie in dem Kinofilm Oh Jonathan – oh Jonathan! vor die Kamera. Später wirkte sie vor allem in diversen TV-Serien mit. Umfangreiche Rollen hatte sie in Das Erbe der Guldenburgs, Unsere Hagenbecks und Blankenese. Als Drehbuchautorin schrieb sie unter anderem Bücher für mehrere Rosamunde-Pilcher-Verfilmungen.
Astrid Meyer-Gossler lebt und arbeitet in Hamburg. Sie war mit dem Drehbuchautor Rochus Bassauer (* 31. August 1942; † 29. Juli 2024) bis zu dessen Tod verheiratet.

## Filmografie (Auswahl)

### Schauspielerin
- 1973: Oh Jonathan – oh Jonathan!
- 1973: Im Auftrag von Madame (Fernsehserie, Folge Ein Scheich zuviel)
- 1975: Hoftheater (Fernsehserie)
- 1982: Unheimliche Geschichten (Fernsehserie, Folge 4: Eine schwarze Katze)
- 1982: Ein Fall für zwei (Fernsehserie, Folge 9: Kratzer im Lack)
- 1987–1990: Das Erbe der Guldenburgs (Fernsehserie)
- 1991–1992: Unsere Hagenbecks (Fernsehserie)
- 1994: Blankenese (Fernsehserie)
- 1996: Adelheid und ihre Mörder (Fernsehserie, Folge Mord stand nicht auf dem Programm)
- 1998: Hallo, Onkel Doc! (Fernsehserie, 8 Folge als Verwaltungschefin Clarissa Kühn)
- 1999: Alphateam – Die Lebensretter im OP (Fernsehserie, Folge 100)

### Drehbuchautorin
- 1999: Herzschlag – Das Ärzteteam Nord (Fernsehserie)
- 2000: Rosamunde Pilcher – Im Licht des Feuers
- 2002: Sehnsucht nach Sandin
- 2004: Rosamunde Pilcher – Liebe im Spiel
- 2004: Rosamunde Pilcher – Dem Himmel so nah
- 2005: Rosamunde Pilcher – Über den Wolken
- 2013: Familie Dr. Kleist (Fernsehserie)